# معركة ديو
معركة ديو البحرية وأحياناً يشار لها باسم معركة شاول الثانية، كَانتْ معركة بحرية فاصلة في تاريخ البشرية. اندلعت في 3 فبراير 1509 قرب ديو، الهند، بين الامبراطورية البرتغالية وبين أسطول مشترك مِنْ سلطنةِ المماليك البرجية مِنْ مصر، الدولة العثمانية، وسلطان الكجرات محمود بجادة وسامري كاليكوت، بالمساعدةِ البحريةِ التقنيةِ من جمهورية البندقية وجمهورية راگوسا (دوبروڤنيك).

## الأهمية
كانت ديو معركة فاصلة من الناحية الاستراتيجية إذ أذنت بانتهاء سيطرة المسلمين على خطوط التجارة البحرية مع آسيا وبدء السيطرة الأوروبية على المسرح البحري الآسيوي. وتبيـّن نجاح العالم الغربي المسيحي في فتح جبهة خلفية رئيسية في الصراع مع العالم الإسلامي بعيداً عن الشرق الأوسط وأوروبا؛ تلك الجبهة هي المحيط الهندي الذي كان قلب التجارة العالمية آنذاك. المعركة هيأت المسرح لسيطرة البرتغاليين (وبعدهم باقي الأوروبيين) على التجارة في المحيط الهندي للقرن التالي، وبذلك أسهمت بدرجة هائلة في نمو الإمبراطورية البرتغالية (ومن بعدها الإمبراطورية البريطانية).
هذه المعركة البحرية توازي في أهميتها معارك مثل معركة ليبانت (1571), معركة أبي قير البحرية (1798), معركة طرف الغار (1805) ومعركة تسوشيما (1905) من حيث وقعها، وإن لم تضارعهم في حجم الأساطيل المشاركة.

## المعركة

### الأشخاص الرئيسيون
التالون كانوا الأشخاص الرئيسيين في المعركة:
- دوم فرانسيسكو دي ألميدا، أول نائب للملك البرتغالي في الهند
- الأمير حسين الكردي، القائد المصري للأسطول المصري-الگجراتي (ويعرف في السجلات التاريخية البرتغالية باسم: Mirocem)
- خادم سلمان ريس، قبطان عثماني
- مالك عياذ الحسا، حاكم ديو نيابة عن سلطان الكجرات
- كونجالي مركار، أمير البحر من قبل زمورين كاليكوت

### الأسطول البرتغالي

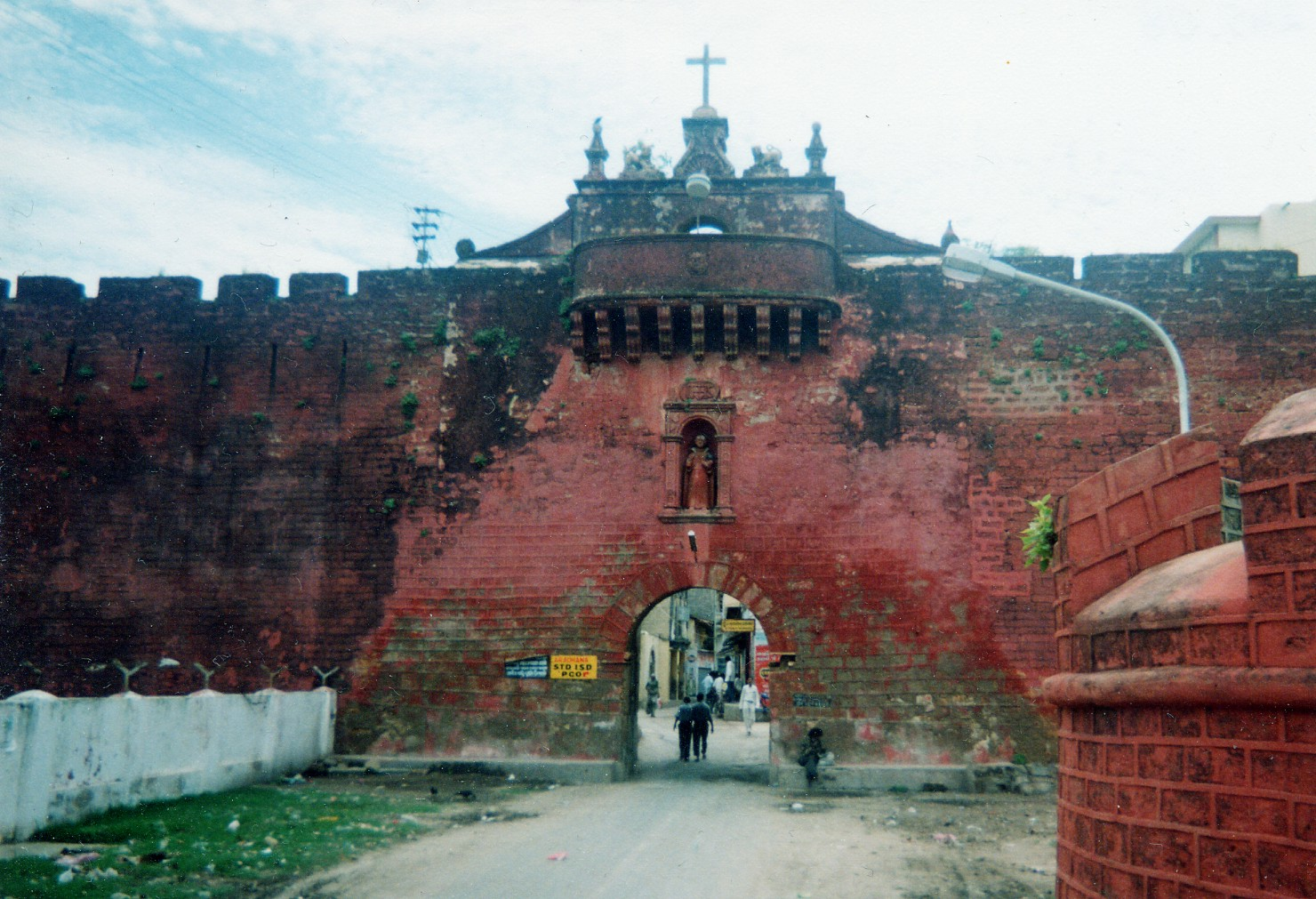
مسار الأسطول البرتغالي

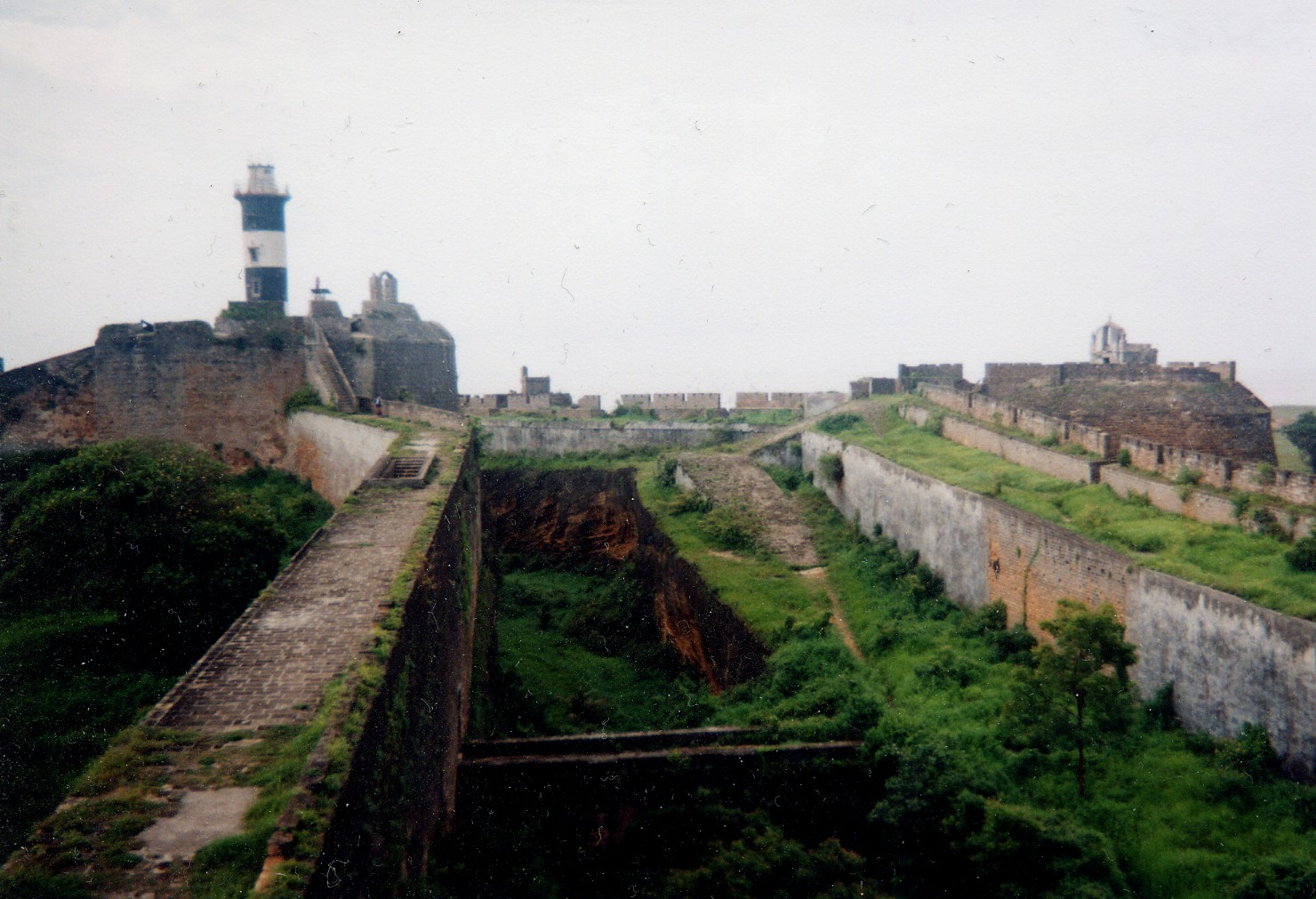
مواقع الأسطولين عند غروب اليوم السابق للمعركة

- خمس large ناووس: Flor do Mar (سفينة علم نائب الملك)، Espírito Santo (captain Nuno Vaz Pereira), Belém (Jorge de Melo Pereira), الملك العظيم (فرانسيسكو دي تاڤورا)، وGreat Taforea (فرديناند ماجلان)
- أربع smaller naus: Small Taforea (Garcia de Sousa), Saint António (Martim Coelho), Small King (Manuel Teles Barreto) and Andorinho (Dom António de Noronha)
- أربع كارافيلas redondas: (captains António do Campo, Pero Cão, Filipe Rodrigues and Rui Soares)
- اثنان قوارب لاتينية: (captains Álvaro Paçanha and Luís Preto)
- اثنان gales: (captains Paio Rodrigues de Sousa and Diogo Pires de Miranda)
- واحدة bergantim: (captain Simão Martins)

### الأسطول المملوكي-الهندي-العثماني
السفن الكبرى
- أربع نواويس (گجرات)
- أربع نواويس (مصرية مملوكية)
- اثنتان من caravelas
- أربعة galeotas
- اثنتان من gales

## تبعات المعركة
بعد المعركة مباشرة شرع البرتغاليون بسرعة كبيرة في احتلال الموانئ الإسلامية الرئيسية أو مناطق ساحلية يمكن منها قصف تلك الموانئ، على طول خطوط التجارة الإسلامية مثل ممباسا، سقطرى، مسقط، هرمز، گوا، سيلان وملقا بالإضافة لتونس والجزائر والعديد من الموانئ المغربية. وفي حالة عجز البرتغاليين عن احتلال ميناء كبير فكانوا ينشئون قلعة صغيرة Cueta على مرمي مدفع من الميناء الكبير وذلك لقصف الميناء ومنع السفن من الوصول إليه كما فعلوا في ديو مع ممباي، وجزر دهلك مع مضيق باب المندب، وجزيرة قشم مع بندر عباس والكويت مع البصرة والبحرين مع القطيف، ومصوع مع جدة، والغردقة مع السويس. هذه الاستراتيجية مكنتهم من القضاء على الطريق البري/البحري لتجارة التوابل الذي كان يسيطر عليه العرب وحلفاؤهم البنادقة، وبتحويل طريق التجارة جنوباً ليلتف حول رأس الرجاء الصالح، فقد خنقوا تماماً سلطنة المماليك البرجية في مصر وجمهورية البندقية وسلطنة الكجرات (التي كانت في أوج عظمتها حينئذ). احتكار البرتغاليين للبحار استمر حتى إنشاء شركة الهند الشرقية البريطانية ومعركة سوالي في 1612.
وبالنسبة للبنادقة، فالخسارة في تلك المعركة بالإضافة إلى نشوء رابطة كمبراي المؤلفة ضدهم سنة 1508 جلبت لهم فترة طويلة من الاضطراب، والهاوية من المركز المرموق الذين كانوا يتبوءونه في التجارة العالمية حتى ذلك الوقت. الخسارة أيضاً قوضت -في غضون سنوات معدودة- تحالف البنادقة مع الدولة العثمانية والذي تمت صياغته ضمن معاهدة سلام عام 1503 التي نتج عنها استئناف المزايا التجارية للتجار البنادقة في الأراضي العثمانية. هذه المعاهدة تضمنت أن تدفع البندقية للعثمانيين مبلغاً سنوياً قدره عشرة آلاف دوكات.
الراجا الساموثيري (الذي حـُرّف في الإنگليزية إلى Zamorin زمورين)، اشتاط غضباً من سلوك البرتغاليين منذ وطأت قدما ڤاسكو دا گاما أراضي المملكة في 1498، ولذلك فقد تحالف مع سلطان الكجرات.
الأسطول المصري، ومعظم أفراده من المماليك، كان قد أرسله سلطان المماليك البرجية، الأشرف قانصوه الغوري، في 1507 ليدعم، بدعوة من، سلطان الكجرات المسلم، محمود بجادة والذي اتخذ عاصمته في تشامپانر، التي تبعد نحو 48 كم من مدينة ڤادودارا.

## معركة ديو الثانية
هذه المعركة لم تنه التناحر بين الدولة العثمانية والامبراطورية البرتغالية. فقد تبعتها معركة بحرية ثانية، أيضاً في ديو، سنة 1538 حيث حاصر العثمانيون القلعة التي بناها البرتغاليون في 1535 بأسطول مكون من 54 سفينة ، ولكن بسبب دعم سلطان الكجرات الغير كافي للأسطول العثماني فك العثمانيون الحصار ورحلوا.
وقد قامت سلطنة الكجرات بضرب حصار آخر على قلعة ديو في سنة 1546 عندما كان العثمانيون في ذلك الوقت تحت قيادة سليمان القانوني، الذي أرسل مبعوثه حسين پاشا ليهاجم ديو. والتي كانت آخر محاولات العثمانيين لمد نفوذهم إلى المحيط الهندي. ولكنها فشلت منذ ذلك الحين وحتى مجيء الإنگليز والهولنديين في القرن التالي، فقد استمتع البرتغاليون باحتكار كامل لتجارة التوابل من الهند، مما نمـّى من ثروات البرتغال بدرجة هائلة.

## معلومات عامة
هناك معلومة غير ذائعة وهي أن أحد المصابين البرتغاليين في معركة ديو الأولى كان الشاب الذي أصبح فيما بعد من دار حول الأرض، فرنياو دي ماگـَـلهـَيس de Magalhães، والمعروف أيضاً باسم فرديناند ماجلان. فقد تطوع ليخدم تحت إمرة أول نائب للملك البرتغالي وقد أبحر من البرتغال متجهاً للهند في 25 مارس 1505.
غنائم المعركة تضمنت ثلاث رايات ملكية لسلطان مصر، وقد أرسلت للبرتغال وهن معروضات حتى اليوم في دير المسيح (كونڤنتو كريستو) Convento de Cristo، في مدينة تومار، المعقل الروحي لفرسان المعبد.

## قراءات اضافية
- Subrahmanyan, Sanjay. The Portuguese Empire in Asia, 1500-1700 - A Political and Economic History, 384pp, Longmans, London, 1993, ISBN 0-582-05068-5
- Burnett, Palmira.Ottoman Seapower and Levantine Diplomacy in the Age of Discovery, SUNY Press, New York, 1994, ISBN 0-7914-1701-8
- Kuzhippalli-Skaria, Mathew. Portuguese and the Sultanate of Gujarat, 1500-1573, 263pp, Mittal Publishers & Distr., New Delhi, 1986,

## للاستزادة
- Subrahmanyan, Sanjay. The Portuguese Empire in Asia, 1500-1700 - A Political and Economic History, 384pp, Longmans, London, 1993, ISBN 0-582-05068-5
- Brummett, Palmira.Ottoman Seapower and Levantine Diplomacy in the Age of Discovery, SUNY Press, New York, 1994, ISBN 0-7914-1701-8
- Kuzhippalli-Skaria, Mathew. Portuguese and the Sultanate of Gujarat, 1500-1573, 263pp, Mittal Publishers & Distr., New Delhi, 1986,